# Motel Bates (libro)

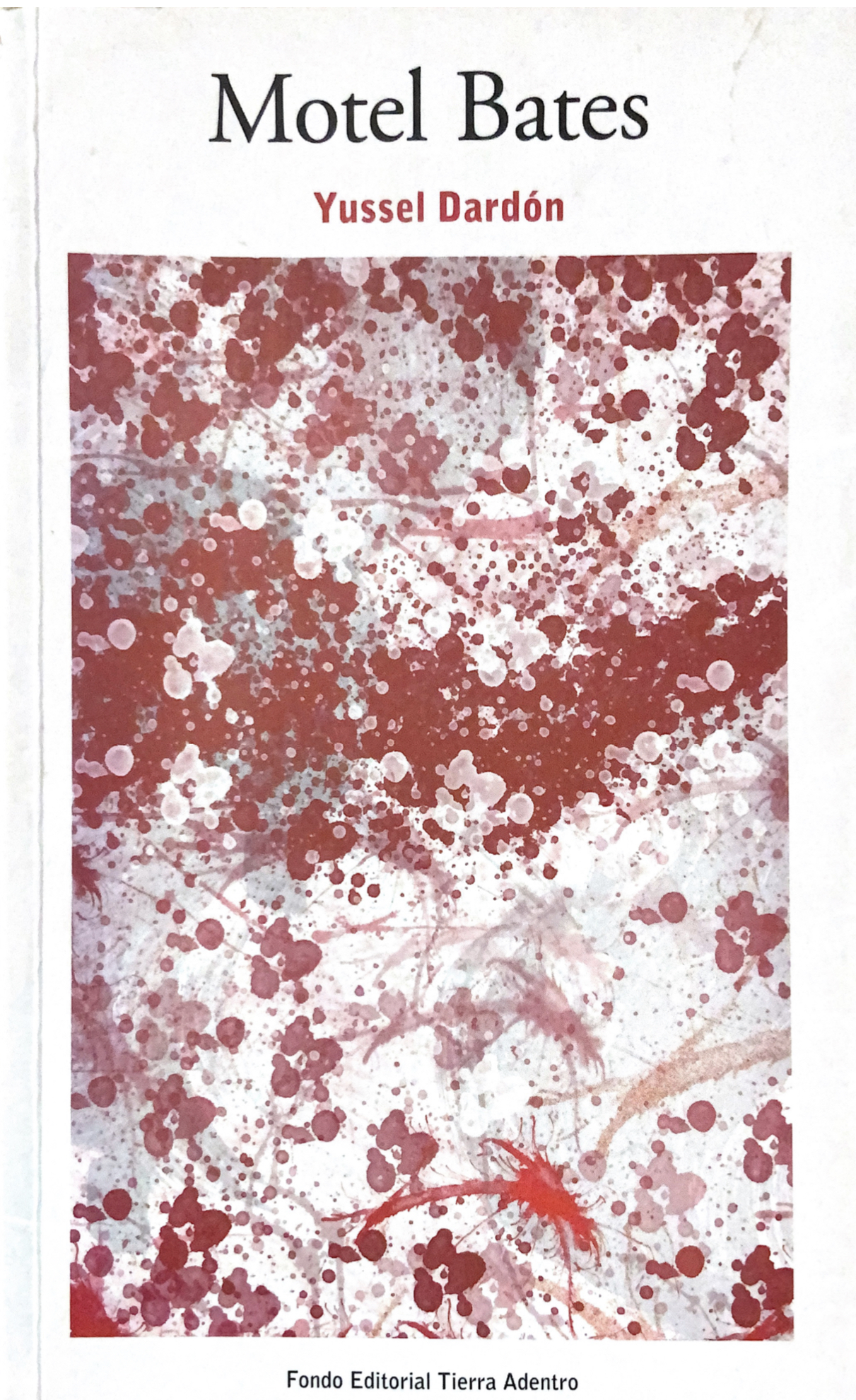
Portada física del libro Motel Bates

Motel Bates es el segundo libro publicado por el escritor mexicano Yussel Dardón, en 2012. Inspirado en la película de culto, Psicosis, de Alfred Hitchcock de 1960, fue publicado por la editorial Tierra Adentro se relatan una serie de cuentos breves de lo que estaría ocurriendo dentro y fuera del motel de este clásico filme
Los cuentos se sitúan en el famoso Motel Bates tratando sobre lo que continúa pasando con los icónicos personajes como Norman Marion, Arbogast, Bernard Hermann, Saul Bass, John L. Russell, Robert Bloch. También se comparten detalles y características de las habitaciones del Motel, además en cada cuento podremos apreciar el desarrollo paranormal en el que se desenvuelven los personajes. Dado a la fuerte inspiración de estos cuentos por el filme, este libro se encuentra dentro del género Fantástico.

Yussel Dardón comenta en una entrevista sobre lo que llevó a inspirarle de Hitchcock para escribir este libro:
"Una de las cosas que siempre me atrajo del cine de Hitchcock fue su atención, mas bien su obsesión por los detalles, cosas que aunque parecen insignificantes te brindan pistas para entender un universo narrativo y que además, por si fuera poco, sirven como falsos gatillos, como distractores"

## Estructura
Su estructura funciona más bien como novela que como volumen de relatos independientes, Pues de principio a fin se arma un rompecabezas con cada uno de los cuentos que terminan armando el sentido final del libro. El libro consta de una breve introducción que envuelve en el ambiente al entrar al Motel. Contiene 13 cuentos breves acompañados de un previo "Atento Aviso" que se envían al lector con intención irónica de advertir al lector sobre lo que se vive durante la estancia en el motel para darle entrada a cada cuento.
Javier Hernández Quezada menciona en el libro de Narrativa Vitral Contemporánea (Relatos integrados en la literatura hispanoamericana); que el libro Motel Bates forma parte del tipo de relatos en los que "el lugar resulta fundamental para comprender la lógica de los acontecimientos narrados".

## Premios
- En el mismo año que se publicó (2012) Motel Bates obtuvo el premio nacional de cuento breve Julio Torri.[5]